# Вільгельм I Довгий Меч
Вільгельм I Довгий Меч (фр. Guillaume I Longue-Épée, Гійом I; 893 — 17 грудня 942) — герцог Нормандії (927—942), син першого нормандського герцога Ролло і Поппі де Байо.

## Біографія
З отриманням влади в Нормандії розпочав активну зовнішню політику з розширення володінь. У 931 році він захопив графства Котантен, Авранш і Кутанс. Близько 933 року (або дещо раніше) оголосив себе герцогом Бретані, виступивши проти норманів на чолі із Інконом.
Придушивши повстання васалів, Вільгельм приєднався до феодальної коаліції проти короля Людовика IV Заморського, але діяв нерішуче, а після особистого побачення в Ам'єні зовсім перейшов на бік короля. У війні з Арнульфом I Фландрським Вільгельм був по-зрадницькому вбитий (17 грудня 942). Його справу продовжував син Річард I Безстрашний.

## Сім'я і діти
- Позашлюбний зв'язок:Спрота, бретонка. Один син:
  - Річард I Безстрашний (933/934–996), герцог Нормандії.

- Дружина: (з 935/940) Літгарда де Вермандуа (†після 978), дочка графа Герберта II де Вермандуа і Аделі Паризької. Шлюб залишився бездітним.